# Mainling

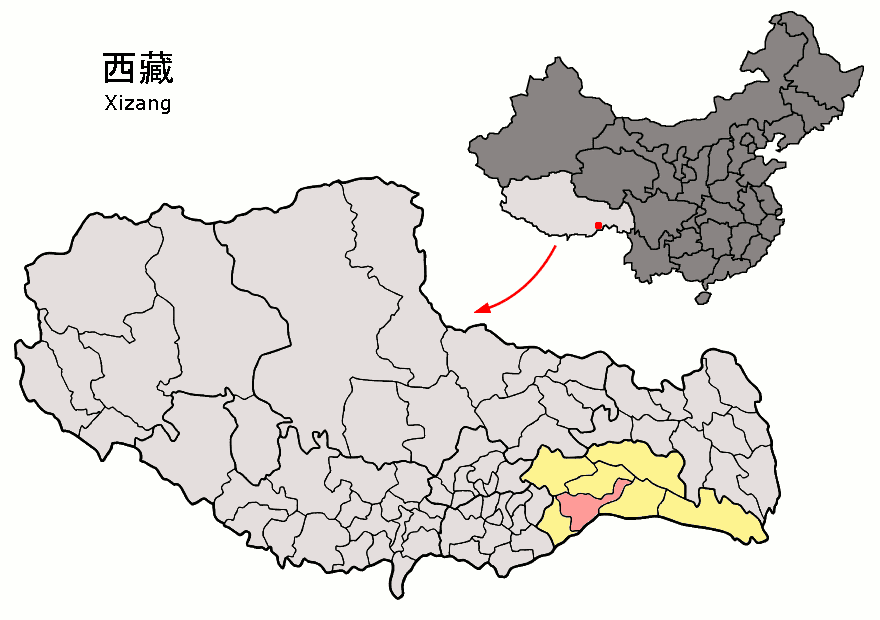
Lage des Kreises Mainling (rosa) im Regierungsbezirk Nyingchi (gelb)

Mainling (auch Menling Dzong oder Milin, tibetisch: སྨན་གླིང་རྫོང་, Wylie-Umschrift: sman gling rdzong, chinesisch 米林市, Pinyin Mǐlín Shì) ist ein Kreis im Regierungsbezirk Nyingchi des Autonomen Gebiets Tibet der Volksrepublik China. Mainling hat eine Fläche von 9.468 km² und 26.176 Einwohner (Stand: Zensus 2020).

## Administrative Gliederung
Auf Gemeindeebene setzt sich der Kreis aus drei Großgemeinden, vier Gemeinden und einer Nationalitätengemeinde zusammen. Diese sind:
- Großgemeinde Mainling (米林镇);
- Großgemeinde Pai (派镇);
- Großgemeinde Orong (卧龙镇);
- Gemeinde Damnyain (丹娘乡);
- Gemeinde Nailung (里龙乡);
- Gemeinde Qabnag (羌纳乡);
- Gemeinde Zhaxirabdain (扎西绕登乡);
- Gemeinde Naiyü der Lhoba (南伊珞巴族乡).